# Saussurea vyschinii
Saussurea vyschinii là một loài thực vật có hoa trong họ Cúc. Loài này được Barkalov miêu tả khoa học đầu tiên năm 1992.